# Montferrer Castellbó
Montferrer-Castellbó (oficialmente y en catalán Montferrer i Castellbò) es un municipio español de la provincia de Lérida, situado en la comarca catalana del Alto Urgel. Según datos de 2021 su población es de 1081 habitantes. Es el término municipal más extenso de toda la comarca e incluye 27 entidades de población. El municipio se creó en 1970  a partir de la fusión de los antiguos municipios de Aravell y el de Villa y Valle de Castellbó, a los que posteriormente se agregaron también los municipios de Guils y Pallerols.

## Geografía
Integrado en la comarca de Alto Urgel, la capital municipal, Montferrer, se sitúa a 128 kilómetros de la capital provincial. El término municipal está atravesado por la carretera nacional N-260 (Eje Pirenaico) entre los pK 230-232 y 243-260, que atraviesa el puerto del Cantó (1.725 metros).
| Noroeste: Llavorsí            | Norte: Farrera y Les Valls de Valira         | Nordeste: Les Valls de Valira |
| Oeste: Soriguera              |                                              | Este: La Seu d'Urgell         |
| Suroeste: Les Valls d'Aguilar | Sur: Les Valls d'Aguilar y Ribera d'Urgellet | Sureste: Ribera d'Urgellet    |

### Relieve
El territorio está integrado en la depresión del Segre, río que sin embargo sólo riega una pequeña parte, ya que actúa de límite en el sector sudoriental del municipio. Los núcleos de población se reparten en tres valles que vierten las aguas bien en el Segre o en algún valle subsidiario. El valle principal es el del riu de Castellbò, el más amplio, que vierte las aguas directamente al Segre. La estructura de los valles y el hecho de que éstos confluyan en el valle del Segre hacen que aparezca un relieve en el que el terreno es cada vez más accidentado a medida que se dirige hacia el oeste y hacia el noroeste. Así, aparecen considerables diferencias de altitud que van desde los 640 metros a orillas del río Segre hasta los 2156 metros del Tossal de l'Àliga, en el sector occidental del término. La capital municipal se alza a 734 metros sobre el nivel del mar. Parte del término municipal está incluido en el Parque Natural del Alto Pirineo. 

## Historia
Todo el valle de Castellbó formó parte del vizcondado del mismo nombre, creado en 1126. Llamado Castro Leonis hasta el siglo XI, algunos de sus núcleos de población aparecen citados ya en el acta de consagración de la catedral de Urgel.
En el siglo XIII el vizcondado de Castellbó amplió sus dominios gracias al matrimonio de Roger Bernardo II de Foix con Ermesenda de Castellbó. Incluía territorios en comarcas vecinas como la del Pallars Jussá. En el siglo XV la expansión del condado continuó, alcanzando una superficie cercana a los 1100 km². El vizcondado desapareció en 1548, pasando a manos de la corona.

## Demografía
Cuenta con una población de 1164 habitantes (INE 2024).
| Gráfica de evolución demográfica de Montferrer i Castellbò entre 1970 y 2021 |
| |
| Población de derecho según los censos de población del INE Población de hecho según los censos de población del INEEn estos censos se denominaba Montferrer Castellbó: 1970 y 1981 Entre el censo de 1981 y el anterior, crece el término del municipio porque incorpora a 25108 (Guils) y a 25162 (Palleróls) Entre el censo de 1970 y el anterior, aparece este municipio porque se fusionan los municipios 25505 (Arabell) y 25595 (Villa y Valle de Castellbó) |

## Cultura
En Castellbó, que fue la sede del vizcondado, se conservan algunos restos del antiguo castillo. Aparece documentado ya en 998 y fue derruido en 1513 por orden del rey Fernando el Católico. Quedan algunos fragmentos de sus muros. La iglesia parroquial corresponde a la antigua colegiata de Santa María. Fue fundada en 1392 y su comunidad estaba compuesta por un prior y siete monjes. La colegiata desapareció en 1851. El edificio es de transición al gótico, de nave única culminada por un ábside y un absidiolo. La puerta situada en la zona de poniente aún conserva los herrajes originales. La fachada termina en un campanario de espadaña. Sobre el río Castellbó puede verse un pequeño puente construido durante la Edad Media.
En San Juan de Erm existió un santuario que funcionaba también como hospedería gracias a su situación, en un puerto de montaña. Existía ya en 994 y cuenta la tradición que en él se conservó durante un tiempo el Santo Grial. Fue reconstruido en el siglo XVIII. Desapareció tras un incendio provocado ocurrido en diciembre de 1936 pero aún son visibles numerosos restos. 
En 1970 se inauguró en San Juan de Erm una pista de esquí nórdico con un total de 50 kilómetros de pistas esquiables.
En Costoja se encontraba un antiguo priorato, el de Santa María, en el que fueron enterrados los vizcondes Arnaldo y Ermesenda. Sus restos fueron exhumados en 1269 ya que la Inquisición los condenó por herejes al considerar que había apoyado a los cátaros. Desde 1860 el edificio está prácticamente en ruinas.
En San Andrés de Castellbó se encuentra una iglesia de origen románico de nave única en la que se conservan diversas imágenes barrocas de principios del siglo XVIII. En Albet está la iglesia de San Martín que formó parte de un antiguo monasterio con una imagen barroca de San Martín en su interior.
Dentro del término municipal se encuentras los restos de antiguo monasterio de Santa Cecilia de Elins del que se conservan algunos restos. 
Tanto en Montferrer como en Castellbó, la fiesta mayor tiene lugar en el mes de agosto.

## Economía
Las principales actividades económicas han sido la agricultura y la ganadería, aunque la mayoría de los terrenos agrícolas se utilizan como pastos. 
El turismo, gracias a las pistas de esquí y a un campo de golf, ha ganado importancia económica. El aeródromo de Pirineos-Andorra se encuentra parcialmente en su término municipal.